# 河岸球場
河岸球場（葡萄牙語：Estádio Beira-Rio），會如此命名因為它位於巴西阿雷格里港瓜伊巴河旁，是巴甲球會國際體育會的主場。球場的官方名稱是何塞·皮涅罗博达体育场（Estádio José Pinheiro Borda），為紀念負責興建球場的葡萄牙工程師。

## 現況
河岸球場是南里奥格兰德州以至巴西南部最大的體育場。

## 外部連結
- Enciclopédia do Futebol Brasileiro, Volume 2 - Lance, Rio de Janeiro: Aretê Editorial S/A, 2001.
- Sport Club Internacional Official web site